# Poussi (actrice)
Pour les articles homonymes, voir Poussi.
Mme Boussi, ou Poussi,,, (en arabe : بوسي, Būsī), de son vrai nom Sarvenaz Qadri (en arabe : صارفيناز قدري, née le 26 novembre 1953 au Caire), est une actrice égyptienne. Elle a été l'épouse de Nour El-Sherif entre 1972 et 2006, avec qui elle a eu deux filles.